# Octavio Frias
Octávio Frias de Oliveira (Río de Janeiro, 5 de agosto de 1912 – Sao Paulo, 29 de abril de 2007) fue un empresario brasileño que fue conocido por transformar la Folha de S. Paulo –que comprara en agosto de 1962, en sociedad con Carlos Caldeira Filho- en el mayor y uno de los más influyentes medios de comunicación del país. Frias hizo del periódico la base de Grupo Folha, un conglomerado que hoy incluye UOL, el mayor portal de Internet del país, el periódico Agora Sao Paulo, el instituto de encuestas Datafolha, la editora Publifolha, el sello Três Estrelas y la gráfica Plural.

## Primeros años
El penúltimo de los nueve hijos del matrimonio entre Luiz Torres de Oliveira y Elvira Frias de Oliveira, Octavio Frias de Oliveira nació en Copacabana, el 5 de agosto de 1912. Frias pertenecía a una familia tradicional de Río de Janeiro: su bisabuelo fue el barón de Itambi, político influyente durante el Segundo Reinado. 
En 1918, su padre, que era juez de derecho en Queluz (Sao Paulo), de despidió para trabajar con el empresario industrial Jorge Street. La familia se mudó a São Paulo y Frias fue a estudiar al colegio Sao Luis. Antes de cumplir ocho años, Frias perdió a su madre. A continuación, con la quiebra de la industria de Street, la familia comenzó a vivir dificultades financieras. Frias abandonó los estudios a los 14 años para comenzar a trabajar. 

## Empleo en el servicio público y Revolución de 1932
El primer empleo de Frias, en 1926, fue como chico de los recados en la Compañía de Gas de Sao Paulo, que pertenecía, como gran parte de los servicios públicos de la época, a empresarios ingleses. En tres meses fue ascendido a mecanógrafo. 
En 1930, aceptó un puesto en la Secretaría de Hacienda del gobierno paulista, con la función de organizar la confección mecánica de los tributos. Para aumentar su salario, vendía radios por la noche. En 1940 ya era director del Departamento Estatal del Servicio Público y respondía por la dirección de Contabilidad y Planeamiento.
Aún escéptico en relación con la política, Frias se alistó en las tropas de la Constitucionalista, que explosionó en julio de 1932. Permaneció dos meses en Cunha, en la región del Valle de Paraíba, donde pasó el cumpleaños en la trinchera, participó de escaramuzas y vio morir a compañeros. 

## Banco Nacional Inmobiliario y otras actividades anteriores a Folha
Frias pasó a dedicarse a la actividad empresarial a partir del comienzo de la década de los 40. En 1943, fue uno de los accionistas-fundadores del BNI (Banco Nacional Inmobiliario, más tarde Banco Nacional Interamericano), liderado por Orozimbo Roxo Loureiro. Como director de la cartera inmobiliaria, construyó más de una decena de edificios, entre ellos el Copán, edificio proyectado por Oscar Niemeyer que se convertiría en uno de los símbolos de Sao Paulo.
En 1955, por diferencias con la administración, Frias dejó el BNI. Seis meses después y tras entrar en liquidación, el banco fue comprado por Bradesco. 
En 1953, Frias fundó una empresa propia, Transaco (Transacciones Comerciales), una de las primeras firmas especializadas en la venta de acciones directamente al público. Tradujo al portugués el libro Del fracaso al éxito en el arte de vender, un clásico comercial del norteamericano Frank Bettger y organizó cursos de ventas inéditos en Brasil para un equipo que llegó a contar con 500 vendedores.
Durante ese periodo Frias, ya viudo, se casó de nuevo con Dagmar de Arruda Camargo, que ya tenía una hija de un matrimonio anterior, Maria Helena, y con quien tuvo tres hijos (Otavio, Luiz e Maria Cristina).
En 1954, el empresario compró una pequeña parcela en las proximidades de Sao José dos Campos (interior de Sao Paulo), que luego se transformó en una granja y después en un gran emprendimiento avícola. La Granja Itambi llegó a mantener dos millones de aves; actualmente se dedica solo a la ganadería.
En 1961, asociado con el empresario Carlos Caldeira Filho, Frias fundó la primera estación de autobuses de Sao Paulo, que funcionaría hasta 1982, cuando se inauguró la Terminal Rodoviaria Tietê, en la zona norte de la ciudad.

## Folha
El 13 de agosto de 1962, Frias y Caldeira compraron la Folha de S.Paulo, que disputaba con el Diário de S.Paulo la posición de segundo periódico de la capital paulista (el primero era O Estado de S.Paulo) y que atravesaba un periodo de dificultades financieras.
A partir del final de 1983, la Folha lideró entre los medios de comunicación del país la campaña Diretas-Já. En 1986, se convirtió en el gran periódico diario de más circulación, condición que se mantiene hasta hoy.  
A mediados de la década de los 80, Frias comenzó a delegar la función ejecutiva a sus hijos Luiz e Otavio, presidente y director editorial del Grupo Folha. 
En 1991, Frias y Caldeira decidieron disolver la sociedad que mantenían, quedando para el primero la empresa de comunicaciones y al segundo el resto de negocios e inmuebles en común. En 1995, un año después de superar el récord de un millón de ejemplares los domingos, la Folha inauguró el Centro Tecnológico Gráfico-Folha, un moderno parque gráfico presupuestado en 120 millones de dólares. En 1996, el Grupo Folha lanzó Universo Online (UOL), principal proveedor de contenido y de acceso a Internet del país. 

## Muerte
En noviembre de 2006, como consecuencia de una caída doméstica, el empresario se sometió a una operación quirúrgica para tratar un hematoma craneal. Tras el alta hospitalaria, al cabo de un año, sus condiciones empeoraron llevándole a un cuadro de insuficiencia renal grave. Frias murió en São Paulo, el 29 de abril de 2007, a los 94 años.

## Premios y Homenajes
En el 79.º aniversario de la Folha, en febrero de 2000, Frias fue homenajeado por la Cámara de los Diputados, durante una sesión solemne. En 2002, la Fiam (Facultades Integradas Alcântara Machado) inauguró la cátedra Octavio Frias de Oliveira, con programación de seminarios mensuales y dio al editor de la Folha el título de profesor honoris causa. En septiembre de 2006, el gobierno condecoró a Frias con la Orden del Ipiranga, el mayor honor del Estado.
Tras la muerte de Frias, el Ayuntamiento de São Paulo bautizó con su nombre el puente atirantado que une la avenida Jornalista Roberto Marinho y la marginal Pinheiros, en la zona sur de Sao Paulo, abierto al tráfico en mayo de 2008. El mismo mes, el gobierno del Estado inauguró el Instituto de Cáncer de Sao Paulo Octavio Frias de Oliveira, el mayor centro oncológico de América Latina, en la zona oeste paulistana.
El instituto, en sociedad con el Grupo Folha, creó también el Premio Octavio Frias de Oliveira, cuyo objetivo es incentivar y premiar la producción de conocimiento nacional en la prevención y lucha contra el cáncer. 
- Granador del Premio a la Comunicación (Prêmio Personalidade da Comunicação) 2006